# ヨアン・ビニェ
ヨアン・ビニェ（Yoann Bigné, 1977年8月23日 - ）は、フランスイル＝エ＝ヴィレーヌ県レンヌ出身の元サッカー選手。現役時代のポジションはミッドフィールダー。

## 経歴
地元クラブのスタッド・レンヌでプロキャリアをスタートさせた。2002-03シーズンにOGCニースに移籍し、2006年にリーグ・ドゥ（2部）のスタッド・ブレストに移籍した。

## タイトル
- U-19フランス代表

UEFA U-19欧州選手権: 1996

## 所属クラブ
- スタッド・レンヌ　1996-2002
- OGCニース 2002-2006
- スタッド・ブレスト 2006-2012